# Fermate il colpevole
Fermate il colpevole è una serie televisiva prodotta in Italia tra il 1979 e il 1980 e diretta da Mario Caiano. Composta di 23 episodi, andati in onda in due stagioni, fu trasmessa all'interno dei programmi Domenica in... (Stagione 1) e Scacco matto, trasmissione abbinata alla Lotteria Italia del sabato sera, condotta da Laura Troschel, Claudio Cecchetto e Pippo Franco (Stagione 2).
Verso la fine di ogni episodio, il telefilm veniva interrotto e i concorrenti in studio dovevano rispondere, in busta chiusa, a tre domande. La prima domanda, detta di sbarramento, consisteva nell'individuare il colpevole del crimine descritto nel telefilm: poteva trattarsi di omicidio, furto, aggressione... Le due successive domande entravano nello specifico e chiedevano ai concorrenti di descrivere qualche particolare sul modus operandi del colpevole, quale l'arma usata, l'ora del delitto, le motivazioni del gesto.
La trasmissione vedeva in gara due coppie di concorrenti che, durante la puntata, si sfidavano in vari giochi di abilità, cultura generale. I vari giochi avevano quasi sempre a che vedere con dinamiche poliziesche, ispirate a grandi romanzi o fatti di cronaca ma non mancavano mai anche prove di enigmistica e di velocità. La prova finale prevedeva la visione del giallo Fermate il colpevole e la risposta, in busta chiusa, alle tre domande. All'inizio della proiezione del giallo, le due coppie concorrenti erano chiuse in una cabina, in attesa delle tre domande finali. Interrotto il giallo, venivano formulate le domande alle due coppie di concorrenti. In caso di risposta errata alla prima domanda (detta di sbarramento) che recitava sempre "Chi è il colpevole?" non si seguitava con la lettura delle altre risposte, diversamente, si provvedeva a leggere le risposte successive. La coppia che indovinava più domande, raddoppiava il montepremi e si aggiudicava la puntata, ripresentandosi la settimana successiva in qualità di coppia campione. In caso di parità, vinceva la coppia che aveva risposto in minor tempo. Nel caso in cui entrambe le coppie non rispondevano correttamente a tutte e tre le domande, vinceva la coppia che si era aggiudicata il maggior numero di risposte o, in caso di ulteriore parità, la coppia che aveva consegnato la busta in minor tempo. Nel caso, però, di mancata risposta a tutte le domande, la coppia vincitrice, benché incoronata coppia campione, non raddoppiava. La coppia campione, come detto, si ripresentava la settimana successiva, sfidata da una nuova coppia di concorrenti. La coppia sfidante era selezionata all'interno di Domenica in, condotta da Pippo Baudo, all'interno del contenitore Fuori due. All'interno del contenitore, le due potenziali coppie sfidanti si contendevano la possibilità di accedere alla trasmissione del sabato sera, in qualità di coppia sfidante della coppia campione e, anche in tale occasione, era presentata una puntata della serie.
Nell'ultima puntata di Scacco matto furono riconvocate tutte le coppie campione del programma, per sfidarsi e aggiudicarsi il titolo di "supercampione".
Durante l'ultima puntata di Scacco matto, andò in onda anche una parodia di "Fermate il colpevole", dal titolo Fermate l'autobus, scritta da Mario Castellacci e Pier Francesco Pingitore.
Dopo la prima trasmissione (all'interno di Scacco matto) la Rai ha riproposto, a tarda notte, nei primi anni del duemila, alcuni episodi della serie.

## Trama
La fiction è sempre ambientata nell'immaginaria Villa Drago, sul lago di Como. Le puntate si snodano su un vasto arco temporale. La prima si svolge nel 1851 e il titolo è Una spia tra noi (durante il Risorgimento, un ricercato politico si rifugia nella sua dimora, Villa Drago, ove ad attenderlo vi sono la moglie, la figlia e tre collaboratori dell'uomo ma, fra di loro, vi è una spia), mentre l'ultima puntata è ambientata alla fine degli anni settanta ove, Villa Drago è diventata una clinica per la cura dei tossicodipendenti, il titolo dell'episodio è Qualcuno dal giardino... (un ospite della clinica strangola la segretaria del medico). Non mancano ambientazioni alla fine dell'Ottocento. Ne sono esempi gli episodi Festa d'addio (ove una contessina cieca viene avvelenata da uno degli ospiti di Villa Drago) e La ragazza del can can (ove una ex ballerina di can can, ora amante di un facoltoso conte, abita con lui Villa Drago; ciò crea risentimento nella moglie e nei nipoti dell'uomo e il ricco conte viene assassinato da una figura misteriosa a colpi di pistola). Ambientato negli anni dieci è, invece, Notte di carnevale (ove, durante una sfarzosa nottata di carnevale tenuta a Villa Drago, un misterioso personaggio cerca di entrare in possesso di una formula segreta, elaborata da uno scienziato), negli anni venti è ambientato l'episodio Quell'amara splendida estate (un omicidio sconvolge Villa Drago, allora abitata da un chimico che si sta dedicando a misteriosi studi sui serpenti), al tempo della seconda guerra mondiale è ambientato invece L'ultimo rifugio (ove, perseguitati dai nazisti, una serie di personaggi sfolla a Villa Drago, ma uno fra gli ospiti tenta di far esplodere la villa), nei cupi anni cinquanta è ambientato Quel giorno sulla montagna (ove Villa Drago, trasformata in pensione gestita da un vecchio uomo e dalla giovane nipote muta, diviene dimora di alcuni gitanti e, uno fra essi, viene assassinato) mentre, nel boom degli anni sessanta è ambientato Nome in codice Renée (ove la compagna di Renée, uomo facente parte di una pericolosa banda criminale, assassinato per mano di un componente della banda, invita tutti i componenti della combriccola a Villa Drago, allo scopo di scoprire chi, fra loro, ha ucciso l'uomo). I restanti episodi si snodano nell'arco storico che va dalla metà dell'Ottocento agli anni settanta, calandosi per trama e costumi in dinamiche thriller d'ambientazione. Gli attori che interpretano la fiction sono sempre i medesimi ma gli episodi sono completamente slegati e, ad ogni episodio, la storia muta completamente sia nei rapporti tra i personaggi sia per l'epoca storica di ambientazione...

## Episodi
Stagione 1
1. Una spia fra noi (prima messa in onda: 1 aprile 1979)
2. Festa d’addio (8 aprile 1979)
3. La ragazza del can-can (15 aprile 1979)
4. Notte di carnevale (22 aprile 1979)
5. Quell’amara, splendida estate (29 aprile 1979)
6. L’ospite sconosciuto (6 maggio 1979)
7. L’ultimo rifugio (13 maggio 1979)
8. Perché son tornati? (20 maggio 1979)
9. Parola d’ordine: Renée (27 maggio 1979)
10. Qualcuno dal giardino… (3 giugno 1979)

Stagione 2
1. La stanza segreta (prima messa in onda: 4 ottobre 1980)
2. L’urlo della civetta (11 ottobre 1980)
3. La prima notte del secolo (18 ottobre 1980)
4. Quel giorno sulla montagna (25 ottobre 1980)
5. Giorni di paura (1 novembre 1980)
6. Un’intrusa (8 novembre 1980)
7. A qualsiasi costo (15 novembre 1980)
8. La notte della bufera (22 novembre 1980)
9. Vigilia di fuga (29 novembre 1980)
10. Trappola per uno sciacallo (6 dicembre 1980)
11. L’ultima sigaretta (13 dicembre 1980)
12. La ragazza della villa accanto (20 dicembre 1980)
13. L’agguato (6 gennaio 1981)

## Tema musicale
Il telefilm è stato accompagnato da due diversi commenti musicali. Gli episodi della 1ª stagione ebbero come colonna sonora Suspicion composta da Stefano Pulga, mentre quelli della 2^ stagione furono introdotti da Thrilling Love eseguita da Billie Wood Orchestra. 